# 피르 무함마드 이븐 자한기르
피르 무함마드 이븐 자한기르(1374년 - 1407년 2월 22일)은 테무르의 맏아들 자한기르의 둘째 아들로, 테무르는 그를 후계자로 지목했다.
회력 794년/서력 1392년, 테무르는 피르 무함마드를 “가즈니의 마흐무드의 왕좌”의 주인, 즉 칸다하르, 카불, 발흐 등의 도시들의 지배자로 임명했다. 회력 800년/서력 1397년 가을에는 펀잡에 대한 원정을 명령했다. 회력 801년/서력 1398년, 피르 무함마드가 물탄에서 고전하고 있다는 소식을 들은 테무르는 명나라 원정을 포기하고 인도로 출발함으로써 그의 인도 원정이 시작되었다. 피르 무함마드는 테무르가 오기 전에 6개월에 걸친 물탄 포위를 승리로 끝맺었다. 테무르는 그 해 9월 24일 인더스를 건너 물탄 동북방의 탈람바 시를 약탈한 뒤 피르 무함마드와 합류했다.
회력 807년/서력 1405년 2월, 오트라르에서 테무르는 죽기 직전 피르 무함마드를 후계자로 임명했다. 이는 그가 장자 상속의 원칙을 지키려 했음을 보여주는 것이다.(당시 자한기르의 맏아들은 죽었기 때문에 피르 무함마드가 맏손자였음.) 그러나 이 유언은 지켜지 않았는데, 이는 당시 피르 무함마드가 자신의 영지인 카불에 있었기 때문이다. 당시 타쉬켄트에 있던 테무르의 식솔들, 측근들 그리고 군대는 피르 무함마드 대신 할릴 술탄을 지지했다. 할릴 술탄은 중국 원정을 위해 타쉬켄트에 모여 있던 군대를 이끌고 사마르칸트로 진군해 권좌에 올랐다.
이무렵 피르 무함마드는 발흐에 도착했다. 그는 테무르의 넷째 아들 샤 루흐에게 도움을 청하면서, 테무르의 측근 중 자신의 지지하는 에미르들과 합류해 사마르칸트를 향해 진군했다. 회력 808년 라마단 월月/서력 1406년 2월, 그들은 카르쉬 인근에서 할릴 술탄의 군대와 격돌했으나 패배했다. 피르 무함마드는 자신의 재상 피르 알리 타즈 술두스와 함께 패퇴한 군대를 다시 모아 아무다리야강변의 히사리 샤드만을 점령했다. 그러나, 회력 809년 라마단 월月/1407년 2월, 피르 알리 타즈는 피르 무함마드 휘하의 에미르들과 작당해 피르 무함마드를 살해했다.

## 참고 서적
- B.F. Manz, The rise and rule of Tamerlan, Cambridge University Press, 1989.
- Roemer, H. R., “The Successors of Timur,” in Camb. Hist. Iran, VI, Peter Jackson ed., New York: Cambridge University Press, 1986.
- 고마츠 히사오 외 씀, 이평래 옮김, 『중앙 유라시아의 역사』, 소나무, 2005.
- 르네 그루쎄 씀, 김호동·유원수·정재훈 옮김, 『유라시아 유목제국사』, 사계절, 1998.